# Estaleiro Editora
Estaleiro Editora foi uma editora galega constituída como uma associação cultural sem fins lucrativos. Iniciou suas atividades em 2008. No começo de 2016, anunciou a o fim de suas operações para abril ou maio.
Formada em 2008, foi uma editora autogestionada, assembleísta e sem fins lucrativos. Editava sob licença Creative Commons, permitindo a reprodução total ou parcial sem fins comerciais, e carregando os textos na própria página web.
Publicava exclusivamente em galego, respeitando a escolha normativa do autor, sendo esta a assumida na edição e promoção da sua obra.